# フットボール鷹
『フットボール鷹』（フットボールたか）は、川崎のぼるによる日本の漫画作品。アメリカンフットボールを題材としたスポーツ漫画である。『週刊少年マガジン』（講談社）にて1977年第3・4合併号から1979年第14号に連載された。単行本は少年マガジンKCより全10巻。1978年、第2回講談社漫画賞少年部門受賞。

## あらすじ
主人公である、アメリカンフットボールの日本人選手・夕日野鷹が、本場NFLで活躍する物語。所属はAFC所属の架空のチーム、シルバースターズ。

## 登場人物
夕日野 鷹
主人公。

## 書誌情報
- 川崎のぼる『フットボール鷹』講談社〈少年マガジンKC〉全10巻
  1. 1978年7月26日発売[3]、ISBN 978-4-06-109483-3
  2. 1978年7月26日発売[4]、ISBN 978-4-06-109484-0
  3. 1978年8月18日発売[5]、ISBN 978-4-06-172516-4
  4. 1978年9月21日発売[6]、ISBN 978-4-06-172520-1
  5. 1978年10月20日発売[7]、ISBN 978-4-06-172526-3
  6. 1978年12月19日発売[8]、ISBN 978-4-06-172551-5
  7. 1979年1月23日発売[9]、ISBN 978-4-06-172560-7
  8. 1979年2月22日発売[10]、ISBN 978-4-06-172566-9
  9. 1979年3月23日発売[11]、ISBN 978-4-06-172571-3
  10. 1979年4月20日発売[12]、ISBN 978-4-06-172578-2

- 川崎のぼる『フットボール鷹』講談社〈講談社漫画文庫〉全6巻
  1. 1996年8月8日発売[2]、ISBN 978-4-06-260256-3、解説：ビッグ錠
  2. 1996年8月8日発売[13]、ISBN 978-4-06-260257-0、解説：佐竹雅昭
  3. 1996年9月11日発売[14]、ISBN 978-4-06-260274-7、解説：青島健太
  4. 1996年9月11日発売[15]、ISBN 978-4-06-260275-4、解説：後藤完夫
  5. 1996年10月8日発売[16]、ISBN 978-4-06-260282-2、解説：池之上貴裕
  6. 1996年10月8日発売[17]、ISBN 978-4-06-260283-9、解説：村上知彦

## ラジオ
1977年には本作を原作とした朗読劇がNHK-FMで全6回で放送された。夏休み期間中の「サマーワイド・スペシャル」と題した8月14日から19日の19時15分からの15分番組で「ステレオ劇画シリーズ」の1作。脚本は佐々木守、朗読は愛川欽也。協力はアメリカンフットボール解説者の後藤完夫。